# Haui-myeon
Haui-myeon (koreanska: 하의면) är en socken i kommunen Sinan-gun i provinsen Södra Jeolla i den sydvästra delen av Sydkorea, 340 km söder om huvudstaden Seoul. Den består av nio bebodda öar och ett antal mindre obebodda öar. Den största ön är Hauido (15,1 km² / 1 366 invånare).